# День звільнення Слов'янська від проросійських терористів
День звільнення Слов'янська від проросійських терористів — пам'ятна дата, яка відзначається щорічно у день, коли 5 липня 2014 року бойовики сепаратистського угрупування ДНР разом із російськими терористами були витіснені зі Слов'янська силами українських військових, і над містом піднято прапор України.
Уперше урочисто відзначено на державному рівні у 2016 році (друга річниця).

## передісторія
Вранці 12 квітня 2014 року у Слов’янську близько 200 озброєних людей, які заїхали до міста на автобусах, захопили міській відділ МВС. Троє правоохоронців зазнали легкого отруєння сльозогінним газом і були госпіталізовані. Інших бойовики взяли у заручники. Також вони захопили арсенал зброї, який на той час знаходився у відділі: 20 автоматів та 400 пістолетів.
До будівлі МВС прибула тодішня мер Слов’янська неля штепа. Вона підтримала дії бойовиків, якими керував офіцер російського ГРУ ігор гіркін (стрєлков). Наступного дня Штепа виїхала з міста а “народним” мером себе оголосив в’ячеслав пономарьов.
У ніч з 12 на 13 квітня РНБО прийняла рішення про проведення Антитерористичної операції. 13 квітня в Донецькій області відбулися перші бої, того ж дня була здійснена перша спроба вибити бойовиків зі Слов’янську. Спепризначенці ліквідували два блокпости сепаратистів, однак відмовилися заходити у місто без прикриття бронетехніки. Фактично, операція зі звільнення міста була провалена.До початку липня українські сили неодноразово намагалися вибити проросійських бойовиків зі Слов’явська.
Зокрема, операція зі звільнення Слов’янська, яка розпочалася 2 травня, проводилися із залученням значної кількості бронетехніки та гелікоптерів. Українським підрозділам вдалося ліквідувати чималу кількість блокпостів бойовиків. Однак, взяти місто під контроль не вийшло.
Українські війська перейшли до тактики блокування Слов’янська. У ході боїв їм вдалося зайняти гору Карачун, яка є панівною висотою над містом.
2 липня сили АТО відновили контроль над смт Райгородок та селами Різниківка і Рай-Олександрівка, а також вийшли до автотраси «Харків — Довжанський».
4 липня було звільнене місто Миколаївка. Опинившись у скрутному становищі, проросійські бойовики в ніч з 4 на 5 липня почали відходити зі Слов’янська.